# Gewandgäßchen
Das Gewandgäßchen ist eine Anliegerstraße in der Leipziger Innenstadt. Es wurde benannt nach dem von 1477 bis 1482 von der Tuchmacherinnung für den Webwollhandel errichteten Gewandhaus für die „Wantschneider“ und „Lakenmacher“.

## Verlauf
Die nur 87 Meter lange und etwa 7 Meter breite Gasse verläuft in etwa in Ost-West-Richtung und verbindet den Neumarkt mit der Universitätsstraße. Sie ist in östlicher Richtung als Einbahnstraße ausgeschildert.
Die südliche Straßenseite nimmt in voller Länge das Städtische Kaufhaus ein mit einem Passagenzugang in der Mitte. Die Nordseite ist bis auf das östliche Ende die Rückseite des Warenhauses Galeria Kaufhof mit einem Eingang auf der westlichen Seite. Das Famulushaus von 1996 als Geschäftsneubau mit einem Café am Ostende gehört zur Universitätsstraße.

## Geschichte
Von 1477 bis 1482 errichtete die Leipziger Tuchmacherinnung als Ersatz für ihr bisheriges Domizil in der Nähe des damaligen Rathauses ein neues langgezogenes zweistöckiges Gebäude für den Tuchhandel, das Gewandhaus. Die Straße daneben wurde im 16. Jahrhundert als „Kwergäßlein gegen dem Gewandhaus“ bezeichnet, woraus sich die heutige Bezeichnung entwickelte. Eine offizielle Einführung dieses Namens ist nicht bekannt.
In den Jahren von 1740 bis 1744 errichtete Friedrich Seltendorff (1700–1778) entlang des Gewandgäßchens als barocken Prachtbau einen neuen Flügel des Gewandhauses, in welchen 1755 die Ratsbibliothek (ab 1832 Stadtbibliothek) einzog. In den alten Flügel des Gewandhauses am Alten Neumarkt (ab 1839 Universitätsstraße) baute 1780/1781 Johann Carl Friedrich Dauthe (1746–1816) den ersten Gewandhaussaal ein.
1893 wurde die obere Etage der Bibliothek für die entstehende Mustermesse genutzt. 1894 wurde die Bibliothek umgebaut, in den Folgejahren der Flügel an der Universitätsstraße mit dem ersten Gewandhaussaal abgerissen und der Komplex des Städtischen Kaufhauses als Messehaus errichtet, wobei die Barockfassade der Bibliothek stilprägend für den Gesamtbau war.
An der Nordseite des Gässchens entstanden Wohn- und Geschäftshäuser, zum Teil mit gastronomischen Einrichtungen wie der Gaststätte Palmengrotte und dem Café Hennersdorf.
Bei den Luftangriffen auf Leipzig im Zweiten Weltkrieg wurde das Städtische Kaufhaus schwer beschädigt, und die Gebäude der Nordseite des Gewandgäßchens erlitten bis auf das Café Hennersdorf Totalschäden. Nach einer vorläufigen Wiederherstellung wurde eine grundlegende Rekonstruktion des Nordflügels (ehemalige Stadtbibliothek) des Städtischen Kaufhauses Mitte der 1980er Jahre begonnen und erst nach der Wende fertiggestellt.
Am 1. Juli 1944 zog per Pacht das ausgebombte Café Corso in die Räume des ehemaligen Café Hennersdorf ein. Während der DDR-Zeit wurde das Corso zu einem legendären Treffpunkt für Künstler, Akademiker und Studenten mit nicht immer SED-konformen Diskussionen. 1968 wurde das Corso wegen angeblicher Bauabsichten abgerissen. Es zog im gleichen Jahr von hier weiter in Räume im Erdgeschoss des Zentralmessepalasts am Neumarkt. Eine Bebauung der durch den Abriss geschaffenen Freifläche erfolgte aber erst Ende der 1990er Jahre durch das 2001 eröffnete Warenhaus Galeria Kaufhof.

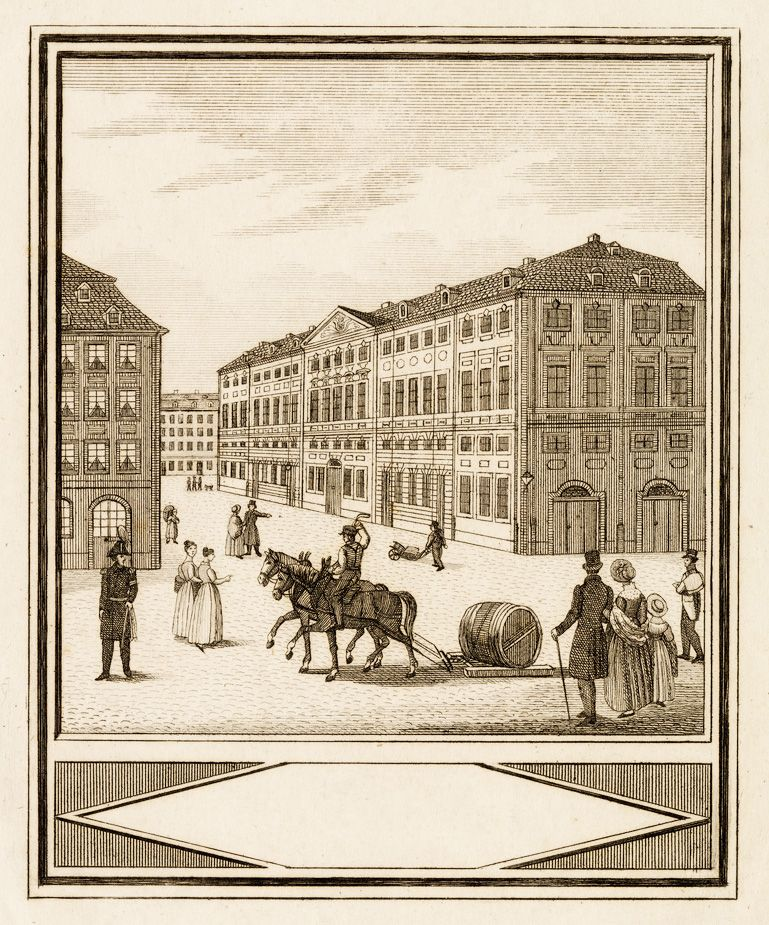
Gewandgäßchen mit Ratsbibliothek (1830)
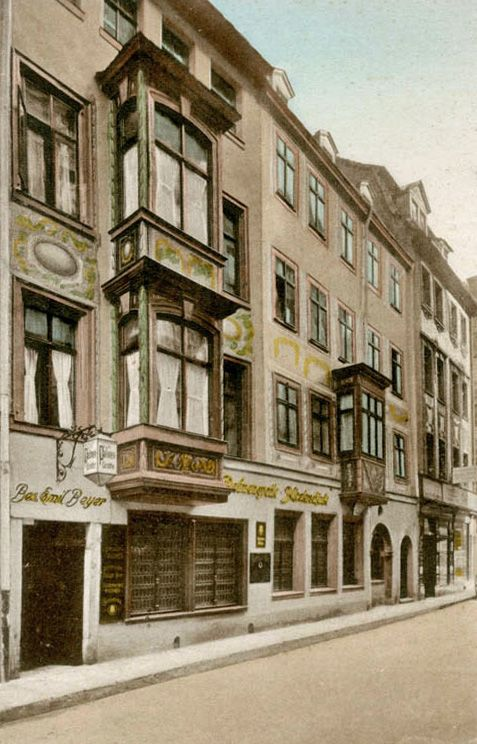
Gaststätte Palmengrotte (um 1910)
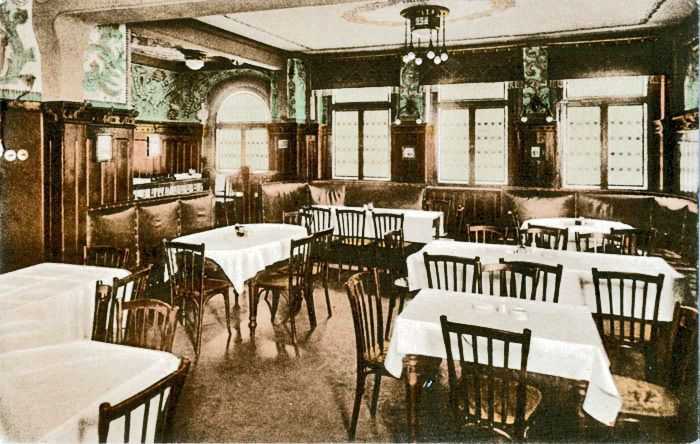
Gastraum der Palmengrotte (um 1928)
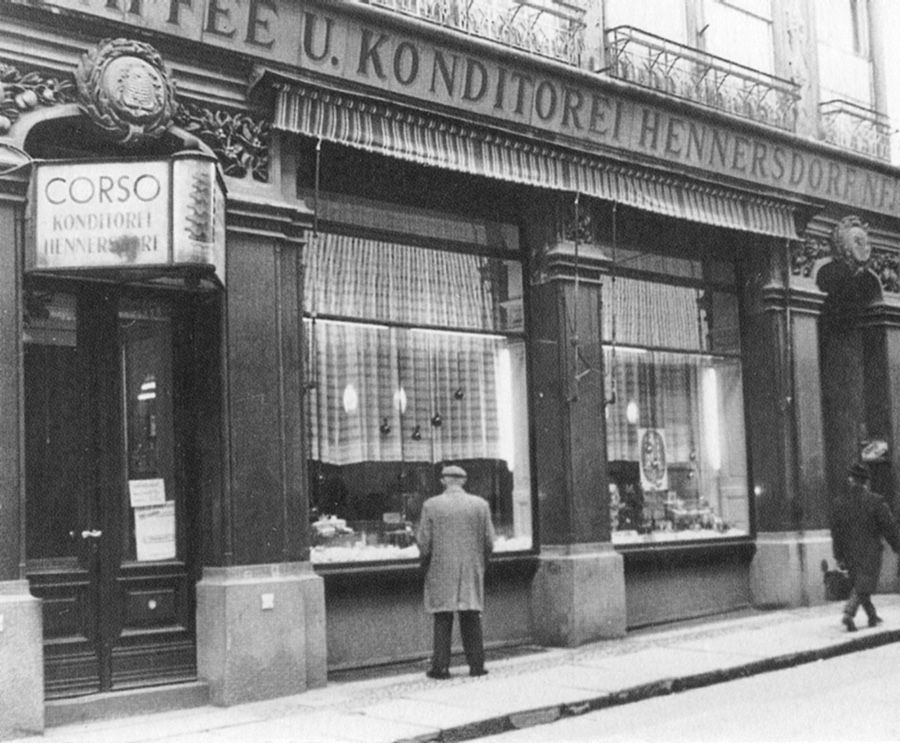
Café Coso im ehemaligen Hennersdorf (um 1947)
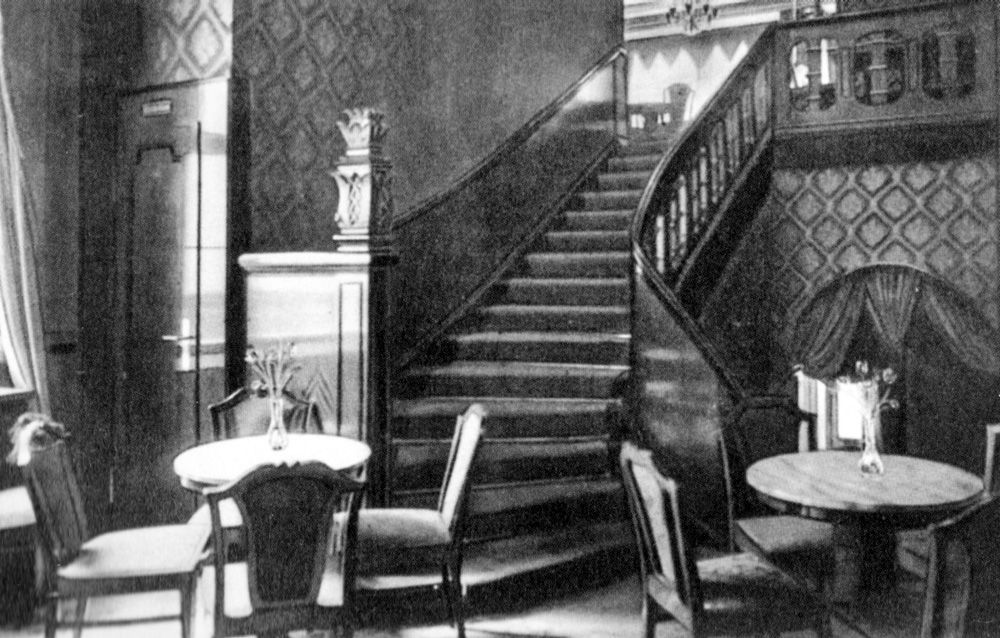
Aufgang im Café Corso (um 1947)